# 汽車暴衝
汽車暴衝，又稱突發性非預期加速（英語：sudden unintended acceleration，縮寫）是指汽車處在靜止狀態、起跑或定速行駛時，發生非蓄意、無預警、不受控制地加速，且時常伴隨著煞車失靈。此問題有可能是因為車主失誤（例如：油門踏板操作不慎或是被異物卡住）、還是汽車的機械或電子問題，或綜合上述的部分因素，因而導致暴衝事件。美国国家公路交通安全管理局統計美國每年有16,000起事故是因為車主想要煞車，但誤踩油門踏板所造成。

## 定義與背景資料
1980年代，美國國家公路交通安全管理局（NHTSA）引用自家一份於1989年進度近乎停擺的資料《暴衝報告》（Sudden Acceleration Report），並為「暴衝」提出一段狹義解釋：
「暴衝」（sudden acceleration incidents，SAI）以報告中的目的來定義，指非蓄意、無預警的，且從靜止狀態中轉變為高動力加速，或低速起跑中會伴隨著顯著的煞車失靈。在典型的情境中，這類事件總是發生在切換排檔從「停車」到「前進」或「倒車」的一瞬間。
此報告源自1986年開始的研究，該研究是NHTSA檢查十台事故次數超過平均值的車輛，其結論是這些意外是因為駕駛失誤所造成的。在實驗室的測試中，在進行剎車之前，先將油門定位在全開的位置，設法重現在路上發生此事故的環境。不過，研究中使用最新的車款是1986年款，測試車輛都沒有配備2010年常見的電子控制（駕駛線控）系統。這些車輛都是自排，這些車輛都沒有手動排檔的裝置，也沒有左腳切換離合器的功能。
這些測試的目的是要模擬報告中所述，車輛在靜止狀態，離開停車狀態後突然不受控的加速的情形。由於現代的汽車中已有線控燃油控制系統，一般認為此問題只會發生在行駛過程中。
1950年代通用汽車的自排系統將代表倒車檔的R，在在柱裝式換檔桿的旋轉中順時針方向的最末端。往逆時針方向移動一格就是表示低速檔的L。因為很容易在要選擇R檔倒車時，誤設定到前進的低速檔L，因此出現很多非預期的前進，而當時車主預期車輛將倒車，會注意後照鏡裡後方的狀態。1960年代時，排檔桿配置標準化為PRNDL，R檔和L檔距離很遠，二個檔位中間還有停車檔P和空檔N。克萊思勒全系列汽車自1965年起取消按鈕式換檔，也不會有輕易的設定到錯誤行駛方向的問題。
最顯著的突加速事件是在2000年至2010年豐田以及凌志的汽車突加速案例，在美國造成89人死亡以及52人受傷。NHTSA先是在2004年展開了針對豐田汽車缺陷的調查，不過缺陷调查办公室（ODI）以沒有確鑿證據為由結束了調查。豐田汽車也聲稱汽車沒有缺陷，其中的電子控制系統不會失效產生突然加速的情形。後來又有很多的調查，但沒有找到缺陷。一直到2008年時，發現一款2004年的Toyota Sienna，其駕駛員側飾板可能會鬆脫，讓油門卡住，無法回到全關的位置。後來也發現有些豐田汽車的地毯會使汽車突然加速。豐田汽車知道這些問題，但誤導消費者，繼續生產有缺陷的汽車。美國司法部在2014年3月的延期起訴協議中對豐田處以12億美元的罰款。
工程師Colin O'Flynn在2021年1月在類似的豐田汽車上引發了汽車暴衝的情形，使用的是在測試平台上進行的電磁故障注入（EMFI）技術。他使用的是2005年豐田Corolla上報廢車的ECU和組件。O'Flynn的實驗沒有用到ECU的原始程式碼，也沒有用到Barr集團的機密報告。

## 可能因素
暴衝事件通常是由於汽車的加速與煞車系統在同一時間失效所導致。加速系統因素可能包括：
- 油門踏板操作不慎[8][9]。
- 油門踏板卡住（例如被腳踏墊或飲料瓶等異物卡住）[10]。
- 電子節氣門控制系統或定速控制失效[11]。
- 節流閥阻塞（無關油門踏板位置）[12][13]。
- 電子元件晶鬚造成的短路[14][15]
- 柴油引擎失控（英语：Diesel engine runaway）：曲軸箱的壓力過大，使得引擎的潤滑油霧進入進氣歧管，會像柴油一樣地燃燒。

由於油門踏板操作不慎產生的汽車暴衝屬於人為錯誤，可能是駕駛要踩剎車但誤踩油門，而且沒有立即意識到錯誤。身高較矮駕駛的腳較不容易踩到踏板，可能會因為沒有正確的空間感或是触-压觉的參考而誤踩油門。有些油門踏板操作不慎是因為剎車和油門的踏板太近，或是油門踏板太大，也可能歸類於踏板設計以及位置的問題。美国国家公路交通安全管理局估計美國每年有16000起事故是因為駕駛誤踩油門所造成。
油門踏板沒有反應可能是因為異物卡住踏板，也可能是因為其他的機械干擾了踏板的運作，可能和油門踏板有關，也可能和剎車踏板有關。有一個豐田汽車的設計缺陷是會讓汽車地毯卡住油門踏板。節流閥在操作中可能會變得遲緩，或可能卡在關閉位置。當駕駛用右腳用力的踩踏時，節流閥開啟的流量可能會比原來預期的更大，因此產生太大的前進動力。製造商和售後經銷商都提供特製溶劑噴霧來解決這個普遍的問題。
其他的問題可能是和較早期有化油器的車輛有關。若節氣門回位彈簧老化、沒有接上，或是裝配錯誤，噴射泵筒磨損、電纜外殼磨損都會有類似的問題。
若是線控驅動的汽車，會有剎車和油門的互鎖開關（或稱為smart throttle）會消除或是減少除了誤觸油門踏板以外的汽車暴衝，其作法是用剎車的信號來取消油門的信號。
針對1990年代吉普切諾基與吉普大切諾基暴衝的分析，結論是上百起暴衝事故可能是因為巡航控制伺服系統的致動器上，有不希望出現的漏電流所造成。若有此情形時，通常是在換檔時（將換檔桿從停車檔移動到倒檔），引擎油門會移動到全開位置。在剎車動作時，駕駛的反應不夠快，因此無法避免事故發生。這類事件大部份是出現在狹小的空間內，駕駛的反應要夠快才不會撞到其他人、固定物體或是另一台車。這類的事件常發生在洗車時，而吉普大切諾基仍常常在美國各地出現在洗車時暴衝的事故。SAI針對1991年至1995年進行的統計分析認為這些事件的根本原因不是人為錯誤，不過NHTSA和汽車製造商之前一直認為是人為錯誤。
2011年針對豐田汽車發動機控制系統以及油門位置感測器（accelerator pedal position sensor，APPS）系統的實體分析，指出其中有大量的錫鬚（tin whisker）。錫鬚是純錫或是錫合金上面所生長，長形或是針狀的結構。豐田汽車的油門位置感測器有用到錫鍍層。錫鍍層上面會長錫鬚，可能會造成短路，因此出現未預期的失效。豐田汽車的油門位置感測器中使用錫鍍層，因此成為關注的焦點。同樣的，2013年時，也分析了豐田Tundra卡車中發動機控制系統中使用的材料。發現其中的連接器有使用底層是鎳的錫鍍層，分析也發現在連接器的表面會有錫鬚。接著在標準溫度—濕度循環下的測試，可以看到錫鬚的成長，因此產生可靠度以及安全性的疑慮。這些研究證實不良的設計（例如錫鍍層）會造成意外的失效。

## 在實驗室中重現的汽車暴衝
一些新型，ECU控制車輛因為油門控制產生的暴衝案例，已可以在在實驗室的環境中多次重現。電壓的負涌浪（低到7V）會讓ECU重新開機，因此使得實體的accelerator還維持在定速的37%時，輸出的APS（accelerator position）以及TPS（throttle position）信號已到達100%。在文獻中有提到，在引擎內用內視鏡檢測已確認100%的TPS信號會對應實體throttle全開。日誌審核沒有發現任何異常，而同一條件的道路測試，在測試四小時後就出現汽車暴衝。

## 事件報導
暴衝事件的報導，包括：
- 1988年：1986年本田雅阁的暴衝事件，經證實是由車速控制組件所引起，並已通報美國國家公路交通安全管理局[22]。
- 1997年：1997年3月，黛安·索耶在ABC世界新聞黃金時段中報導了吉普切諾基與吉普大切諾基的暴衝事件[23][24]。

## 修正方式
處理汽車暴衝方式包括剎車、切換離合器，若車輛是自動變速的話，切換到N檔。針對大部份的車輛，此情形下，就算油門踩到底，只要剎車踩到底可以將車停下來的。在汽車暴衝時，強烈不建議使用點剎，因為可能會讓車輛沒有剎車動力。
若是因為踏板被卡住導致汽車暴衝，可以用汽車地毯扣件
。

## 外部連結
- The Mayerson Law Offices, P.C.: Toyota and Lexus Sudden Acceleration Problem （页面存档备份，存于）
- Toyota unintended acceleration tests, compares Camry with Infiniti （页面存档备份，存于）
- How To Deal With Unintended Acceleration  （页面存档备份，存于）
- A Short, Sad History of So-Called Sudden Acceleration
- Sudden deceleration
- NHTSA's pedal report （页面存档备份，存于）. YouTube上的NHTSA Pedal Error prevention video
- How To Deal With Unintended Acceleration  （页面存档备份，存于）
- Newspaper article on ABS brake failures with author of fixautosa.com （页面存档备份，存于）
- A Short, Sad History of So-Called Sudden Acceleration （页面存档备份，存于）
- Vehicle Safety System for Driver Pedal Misapplication Archive.today的存檔，存档日期2012-12-14
- Response by Toyota and NHTSA to Incidents of Sudden Unintended Acceleration : Hearing before the Subcommittee on Oversight and Investigations of the Committee on Energy and Commerce, House Of Representatives, One Hundred Eleventh Congress, Second Session, February 23, 2010
- An Update on Toyota and Unintended Acceleration （页面存档备份，存于）
- Apparent Sudden Unintended Acceleration Events Involving Tesla Vehicles （页面存档备份，存于）, summary of the list of SUA incidents from the Tesla petition